# شائو نینگ
شائو نینگ (انگلیسی: Shao Ning؛ زادهٔ ۱۷ فوریهٔ ۱۹۸۲) جودوکار اهل چین بود. وی در بازی‌های المپیک تابستانی ۲۰۰۸ شرکت کرده‌است.